# Keirin

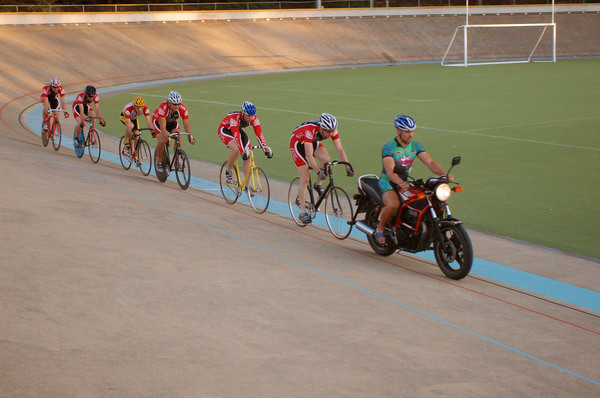
Ciclisti dietro al derny in una gara di keirin in Canada

Il keirin è una specialità del ciclismo su pista nata in Giappone nel 1948. È una gara di velocità altamente spettacolare. I corridori, in genere da quattro a otto, percorrono alcuni giri di pista alla ruota di una motocicletta, il derny, che aumenta gradualmente la velocità; quando questa si sposta, a 600/700 metri dal traguardo, i ciclisti disputano lo sprint.

## Svolgimento delle gare
Una gara di keirin copre la lunghezza di due chilometri, vale a dire 8 giri per le piste da 250 metri, 6 per quelle da 333,33 metri e 5 per quelle da 400. I partecipanti, da 6 a 9, partono da fermi, affiancati secondo sorteggio lungo la linea rossa di centro pista, con il numero 1 in corrispondenza della linea dei velocisti, e la corsia degli sprinter vuota; si mettono quindi in scia di una motocicletta chiamata derny, che funge da battistrada, la quale transita lanciata a 30 chilometri all'ora (25 per donne Elite e juniores) sulla linea di partenza, la già citata linea rossa di centro pista.
Il corridore numero 1 ha l'obbligo di mettersi in scia al derny almeno per il primo giro, se nessun altro prende volontariamente il suo posto. Se nessuno prende la scia del derny il giudice ferma la gara per ripeterla e il numero 1 non vi parteciperà, sostituito nel ruolo di primo a ruota dal numero 2. I corridori non possono superare il derny: i ciclisti che superino con la ruota anteriore la parte più arretrata della motocicletta quando questa non è ancora uscita dalla pista, sono squalificati.
La velocità del derny aumenta gradualmente fino ai 50 chilometri all'ora (45 per donne Elite e Juniores); a 600-700 metri dalla linea d'arrivo – a 2,5 giri dall'arrivo per le piste da 250 metri, a 2 giri per quelle da 333,33 metri e a 1,5 per quelle da 400 metri – il derny si sposta e viene lanciata la volata. I corridori sono liberi di contendersi tutte le posizioni fino alla volata finale, rispettando comunque le regole delle prove di velocità.

## Storia
Il keirin nacque nel 1948 in Giappone e acquisì presto una grande diffusione come evento legato alle scommesse, movimentando anche un forte giro di interessi economici. Anche per questa ragione l'Associazione giapponese del keirin, nata nel 1957, ha fissato standard molto severi affinché i contendenti non potessero trarre dai materiali usati alcun vantaggio rispetto ai rivali. I materiali per il circuito giapponese del keirin ancor oggi devono essere approvati e marchiati NJS, sigla dell'associazione ciclistica giapponese.
Il keirin è entrato nel programma dei mondiali di ciclismo su pista nel 1980 e dal 2000 in quello dei Giochi olimpici, sollevando però negli anni successivi qualche perplessità sulle motivazioni della scelta. Secondo un'inchiesta del 2008 della BBC, il keirin sarebbe entrato fra le specialità dei Giochi grazie al denaro: i dirigenti del ciclismo giapponese, a metà degli anni novanta, avrebbero offerto due milioni di dollari (secondo altre fonti, il doppio) all'Unione Ciclistica Internazionale affinché la specialità diventasse olimpica. Avrebbero seguito la trattativa Ray Godkin e Ian Emerson, e l'allora presidente dell'Associazione giapponese del keirin, Soshue Hanaoka. Nel 1992, peraltro, l'UCI era stata sul punto di cancellare il keirin dai mondiali: anche in questo caso sarebbe intervenuto, sempre secondo la BBC, il denaro giapponese, 500 mila dollari.
Solo una volta un giapponese ha vinto il campionato mondiale, probabilmente anche per il fatto che il circuito nazionale è molto più redditizio delle competizioni a livello planetario. Tuttavia, un grande campione giapponese del keirin, Koichi Nakano, seppe imporsi anche nella velocità conquistando il record imbattuto di 10 titoli mondiali consecutivi fra il 1977 e il 1986.